# Safia caminata
Safia caminata är en fjärilsart som beskrevs av William Schaus 1901. Safia caminata ingår i släktet Safia och familjen nattflyn. Inga underarter finns listade.